# Capgròs comú
El capgròs comú (Carcharodus alceae) és una espècie de lepidòpter papilionoïdeu de la família dels hespèrids (Hesperiidae), present als Països Catalans.

## Distribució
Té una distribució molt àmplia: sud i centre d'Europa fins als Urals i nord-oest del Kazakhstan, nombroses illes del Mediterrani incloent les Balears, Àsia Menor i Pròxim Orient, Transcaucàsia, Caucas i parts de l'oest i centre d'Àsia.

## Hàbitat
Es tracta d'una espècie generalista i que ocupa nombrosos tipus d'hàbitats herbosos on creixin plantes nutrícies. L'eruga es pot alimentar de Alcea rosea, Althea officinalis, Lavatera thuringiaca, Malva sylvestris, Malva neglecta, Malva moschata, Malva pusilla i Malva alcea.

## Període de vol
És bivoltina al nord, entre abril i juny i juliol i setembre, però trivoltina o polivoltina al sud, entre febrer i novembre, segons la localitat i l'altitud.